# 아시야시
아시야시(일본어: 芦屋市)는 일본 효고현 남동부에 있는 시이다. 오사카의 사업가가 높은 지대에 대저택을 많이 건축했기 때문에 한신칸의 고급 주택지로 유명하고 다니자키 준이치로의 소설 《세설》의 무대가 된 곳으로도 알려져 있다. 국제관광문화도시로 지정되어 있다. 오사카시와 고베시의 거의 중간에 위치하지만 오사카나 고베와는 다른 고유의 한신칸 모더니즘 문화로 발전한 산뜻한 거리가 늘어서 있다. 북쪽으로 롯코산, 남쪽으로 오사카만과 접하는 풍부한 자연과 남쪽으로 완만하게 경사진 지형은 아름다운 경관과 온난한 기후를 형성한다.

## 인접한 자치체
- 고베시(히가시나다구, 기타구)
- 니시노미야시

## 역사
- 1889년 - 4개 촌이 합병해 세이도촌이 탄생하였다.
- 1905년 - 한신칸 모더니즘이 시작되었다(~1940년).
- 1940년 11월 10일 - 시로 승격해 무코군 세이도촌에서 아시야시가 되었다.
- 1951년 - 일본의 국제문화주택도시(국제관광문화도시)로 지정되었다.
- 1995년 1월 17일 - 한신·아와지 대지진으로 아시야시에서 사망자 444명이 발생하고 가옥의 51%가 피해를 입었다.

## 교통

### 철도
- 한큐 전철 고베 본선
- 서일본 여객철도 도카이도 본선(JR 고베선)
- 한신 전기 철도 본선

### 버스
- 한신 버스
  - 한신선
- 미나토 관광버스 (고베시)(일본어판)

### 도로
- 한신 고속도로
- 국도 제2호선
- 국도 제43호선

## 인구
2010년 국세조사 대비 인구 증감률을 보면 2.92% 증가한 93,238명이며, 증감률은 현내 41개 시군 중 3위, 49개 행정구역 중 5위이다.
| 연도 | 인구     | ±% |
| ---- | -------- | -- |
| 1970 | 70,938명 | —  |
| 1975 | 76,211명 | —  |
| 1980 | 81,745명 | —  |
| 1985 | 87,127명 | —  |
| 1990 | 87,524명 | —  |
| 1995 | 75,032명 | —  |
| 2000 | 83,834명 | —  |
| 2005 | 90,590명 | —  |
| 2010 | 93,238명 | —  |
| 2015 | 95,350명 | —  |
| 2020 | 93,922명 | —  |